# Cylindrothecus
Cylindrothecus är ett släkte av skalbaggar. Cylindrothecus ingår i familjen vivlar.

## Dottertaxa tillCylindrothecus, i alfabetisk ordning[1]
- Cylindrothecus albotegulatus
- Cylindrothecus apicalis
- Cylindrothecus aversalis
- Cylindrothecus bifasciatus
- Cylindrothecus candidulus
- Cylindrothecus carinicollis
- Cylindrothecus cavernosus
- Cylindrothecus ciliatus
- Cylindrothecus circularis
- Cylindrothecus coarcticollis
- Cylindrothecus conicollis
- Cylindrothecus constratus
- Cylindrothecus cristatus
- Cylindrothecus curvirostris
- Cylindrothecus cylindraceus
- Cylindrothecus fasciculatus
- Cylindrothecus foraminosus
- Cylindrothecus fulvonotatus
- Cylindrothecus griseomaculatus
- Cylindrothecus humeralis
- Cylindrothecus infarctus
- Cylindrothecus lacunicollis
- Cylindrothecus laetus
- Cylindrothecus linearis
- Cylindrothecus longinus
- Cylindrothecus malaisei
- Cylindrothecus marginepunctatus
- Cylindrothecus morosus
- Cylindrothecus niveosignatus
- Cylindrothecus nudirostris
- Cylindrothecus orbiferus
- Cylindrothecus perforatus
- Cylindrothecus perinsignis
- Cylindrothecus pistrinarius
- Cylindrothecus porifer
- Cylindrothecus porosicollis
- Cylindrothecus porosithorax
- Cylindrothecus porosus
- Cylindrothecus posticus
- Cylindrothecus quadrisignatus
- Cylindrothecus recticollis
- Cylindrothecus rotundicollis
- Cylindrothecus rotundipennis
- Cylindrothecus rudicollis
- Cylindrothecus semibrunneus
- Cylindrothecus semifasciatus
- Cylindrothecus striatus
- Cylindrothecus strictus
- Cylindrothecus subcostatus
- Cylindrothecus subfasciatus
- Cylindrothecus tetraspilotus
- Cylindrothecus trimaculatus
- Cylindrothecus triplagiatus
- Cylindrothecus tuberculicollis
- Cylindrothecus unicostatus
- Cylindrothecus variegatus
- Cylindrothecus vermiculatus